# Улица Клоостри
Улица Клоостри (эст. Kloostri tänav — Монастырская) — короткая (130 м) улица в исторической части Тарту, соединяет улицы Лай и Кроонуайа.

## История
До 1989 года — Малая улица.